# Bürgerturm (Freising)

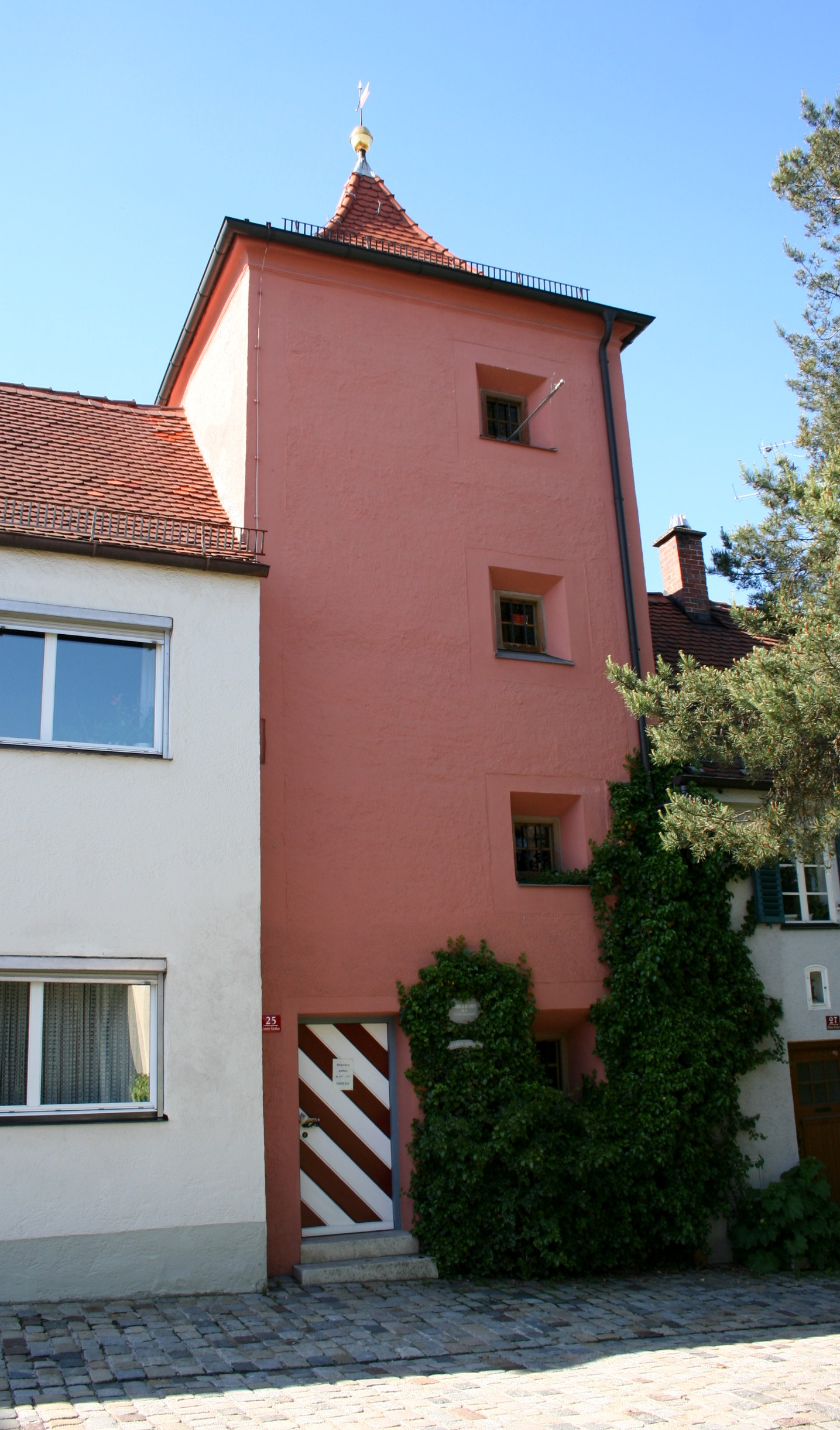
Bürgerturm vom Graben aus gesehen

Der Bürgerturm ist ein viergeschossiger Wachturm im Nordosten der Freisinger Altstadt. Heute ist der Turm am Unteren Graben 25  neben dem stark veränderten Karlsturm der letzte sichtbare Rest der Stadtmauer der Stadtbefestigung Freising.
Er wurde um das Jahr 1350 als Teil der mittelalterlichen Stadtbefestigung erbaut. Erstmals erwähnt wird der Turm in einem Steuerbuch aus dem Jahr 1528. Dort trägt er den Namen Stat durn (Stadtturm). Seit 1693 ist der Name Burgers Turm bekannt.
Der Turm wurde zunächst als oben offener Wehrturm errichtet. Erst im 18. Jahrhundert erhielt er sein heute noch vorhandenes Zeltdach. Ab dem 16. Jahrhundert ist der Bürgerturm als bewohnt nachgewiesen. Von 1693 bis 1750 wurde der Turm als Schießpulverlager genutzt. Daneben gab es eine Arreststube. Nach der Säkularisation in Bayern 1802/03 diente er als städtisches Gefängnis, später als Armenhaus.
Aufgrund des schlechten Zustands des Turmes entschied der Stadtmagistrat am 21. August 1913, dass der Turm nicht mehr zu bewohnen sei, schloss jedoch einen Verkauf oder Abriss aus. Ab 1914 nutzte daraufhin die Freiwillige Feuerwehr Freising das Gebäude als Schlauchturm. Wie lange die Freiwillige Feuerwehr den Turm nutzte, ist nicht bekannt.
Während des Dritten Reiches fanden dort Versammlungen der Hitlerjugend statt. Nach der Nutzung durch verschiedene Jugendgruppen in den Jahren nach dem Zweiten Weltkrieg, die den Turm auch renovierten, mietete der Bund Naturschutz in Bayern 1977 die Räumlichkeiten. Nach deren Auszug etwa 1990 wurde der Bürgerturm in den Jahren 1994 bis 1996 durch eine Bürgerinitiative mit Spendengeldern aufwändig saniert. Seither ist in ihm das Grabenmuseum untergebracht. In dem am 22. Mai 1996 eröffneten Museum gibt es wechselnde Ausstellungen zu Themen der Freisinger Geschichte.

## Quelle
- Fink, Das Magazin aus Freising, Ausgabe Mai 2010, S. 16 ff (PDF; 6,1 MB)